# Molino fábrica arrocera de San José
El Molino arrocero de San José, también conocido como Molino de Belloch, es un molino y fábrica en la población de Benetúser  de la Huerta Sur en la comunidad valenciana, construido por iniciativa de Salvador Belloch Rodrigo a principios del siglo XX. Erigido en 1921, se comercializaba arroz con el nombre de Arrocerías de San José y La Torre. Posteriormente fue fábrica del chocolate Meivel, que en el 2007 abandonó la localización, en el centro de Benetúser, por una zona sin vecinos como es el polígono de Algemesí.